# 磁碟重組工具
Windows磁碟重組工具是一個Microsoft Windows的程式，用來進行磁碟重組。透過重新將檔案排序，增加檔案的連續性。它可以增加磁碟的讀取速度（某些時候，更可以增加磁碟的可用空間）。磁碟重組可以優化檔案的讀取和寫入速度，因為磁頭的位置變換次數少了。

## 歷史

微軟的MS-DOS磁碟重組工具，由賽門鐵克授權過來

自從1975年起，磁碟重組己成為優化磁碟的一部分。除了賽門鐵克和微軟外，只有一少部分公司，將磁碟重組軟體，與優化磁碟工具分開出售。
但到MS-DOS 5，和Windows NT 4.0，這些作業系統都沒有內建磁碟重組工具。
到了MS-DOS 6.0，作業系統開始內建了Defrag這個磁碟重組軟體。微軟公司從賽門鐵克獲得授權，在MS-DOS 6.0中加入免費使用的Defrag程式。從此之後，電腦用戶就很少使用商業版本的Defrag，因為兩者分別不大。

## 現代版本
在Windows NT核心的作業系統中，都內建了一個名為Diskeeper磁碟重組軟體。它是從Diskeeper Corporation（前稱Executive Software）授權過來使用，是一個簡化的版本。
在Windows Vista中，Windows磁碟重組工具增加了一個選項，用於排程磁碟重組，而CPU優先權則較低。它用了一個新的演算法，名為low priority I/O。這樣，磁碟重組工具可以持續重組。但當使用者使用電腦時，工具可以自動用較少的資源，來進行磁碟重組。另外，軟體介面亦有所簡化，顏色圖表和進度顯示器都被移除。另外，如果資料塊大於64MB，將不會被重組。微軟表示，重組大於64MB的檔案，對效能並沒有明顯得益。最後，磁碟重組工具並不需要一定數量的空間，去完成磁碟重組的動作。在之前的版本中，磁碟需要有15%的空間，才能完成磁碟重組。在命令提示字元中，defrag.exe代表磁碟重組工具，而在Windows Vista中，使用者可以透過它，更有效控制磁碟重組的進度。這個工具可以重組特定的分區，或者分析之，就像Windows XP中的版本。
現在，磁碟重組工具由Microsoft's Core File Services（CFS）團隊進行維護。而Windows Vista版本的磁碟重組工具亦將會透過Windows Vista SP1更新，去支援Windows Server 2008中所作的改進。
從Windows Vista以不透明的方式改版後，程式改成 dfrgui.exe，Windows 8將名稱改為[磁碟重組並最佳化]、Windows 10則是[最佳化磁碟機](Optimize Drives)
Windows磁碟重組工具的競爭對手包括Diskeeper，Vopt，mstDefrag和O&O Defrag，同時有採用GPL授權的JkDefrag。